# Mathilda Heck

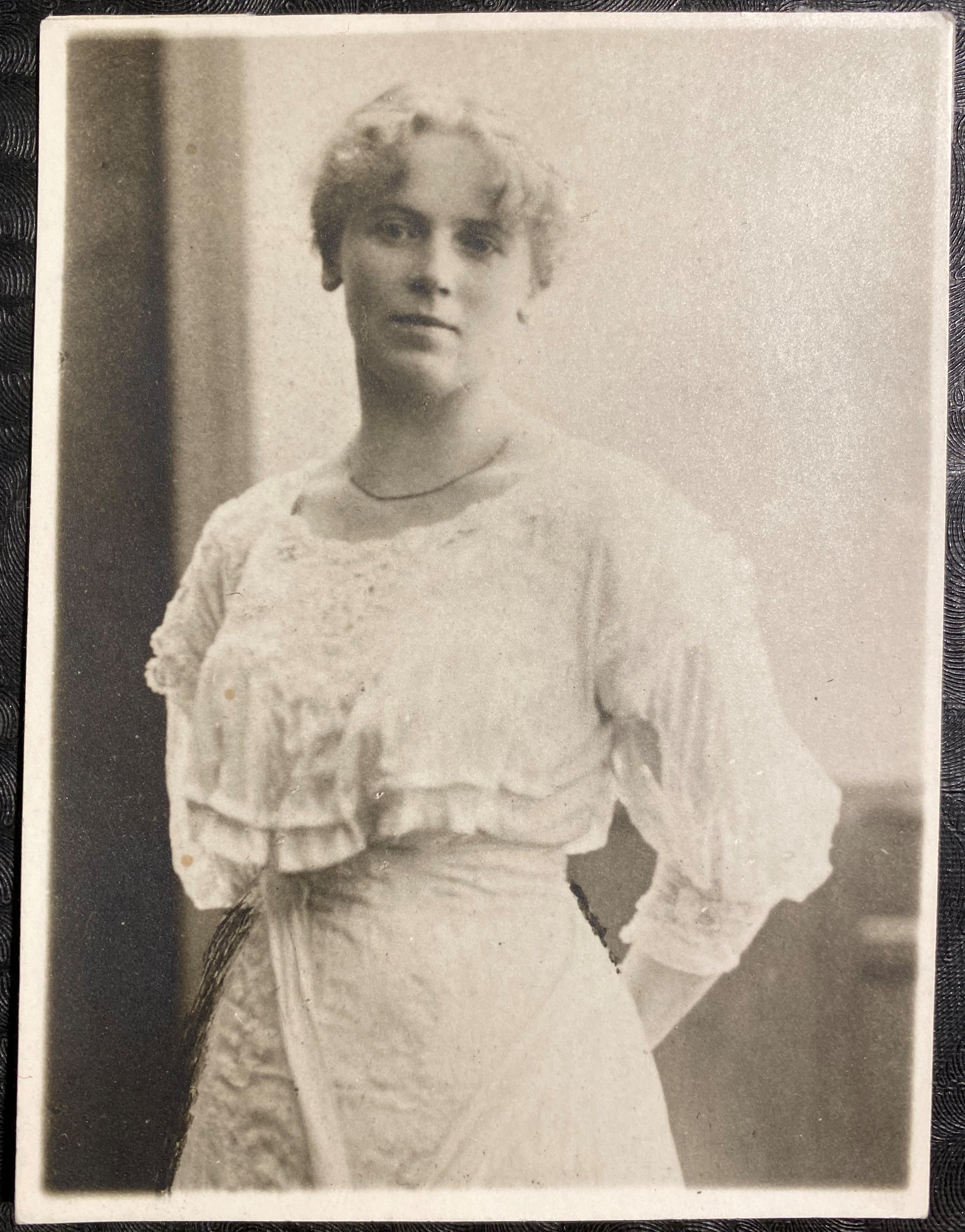
Mathilde (Tilda) Heck, 1907

Louise Mathilda «Tilda» Heck (* 1. September 1877 in Schaffhausen; † 1970) war eine Schweizer Wirtin und Muse des japanischen Schriftstellers Arishima Takeo.

## Leben
Mathilda Heck war die Tochter aus erster Ehe der Besitzerin des Schaffhauser Wirtshauses «Schwanen», Anna Maria Keller. Sie wuchs in Schaffhausen auf und erhielt eine bürgerliche Ausbildung, die einen Aufenthalt in einem Pensionat in der französischen Schweiz beinhaltete.
Mit der Unterstützung ihres Stiefvaters Otto Keller begann Heck 1897 ein Musikstudium und zog 1899 nach Frankfurt, um Schülerin von Julius Stockhausen zu werden. Über ihren Berufsweg in Deutschland ist nichts bekannt. Ihre Karriere in der Schweiz hat jedoch Spuren hinterlassen, und es ist bekannt, dass sie unter dem Künstlernamen «Elly Berghoff aus Frankfurt» die Rolle der Fiametta in «Boccaccio» in Winterthur gespielt hat. Während Hecks musikalische Karriere auf der Bühne nicht von Dauer war, trat sie im Privaten dennoch weiter auf. Im familieneigenen Hotel «Schwanen» wurde sie Gastgeberin und Muse eines Salons von lokalen Künstlern und Schriftstellern. Zu ihren Bekanntschaften und regelmäßigen Salonbesuchern zählen Hermann Hesse sowie die Künstler Wilfried Buchmann, Gustav Gamper und August Schmid. Dazu korrespondierte sie auch mit Autoren wie J.C. Heer und Hans Reinhart.

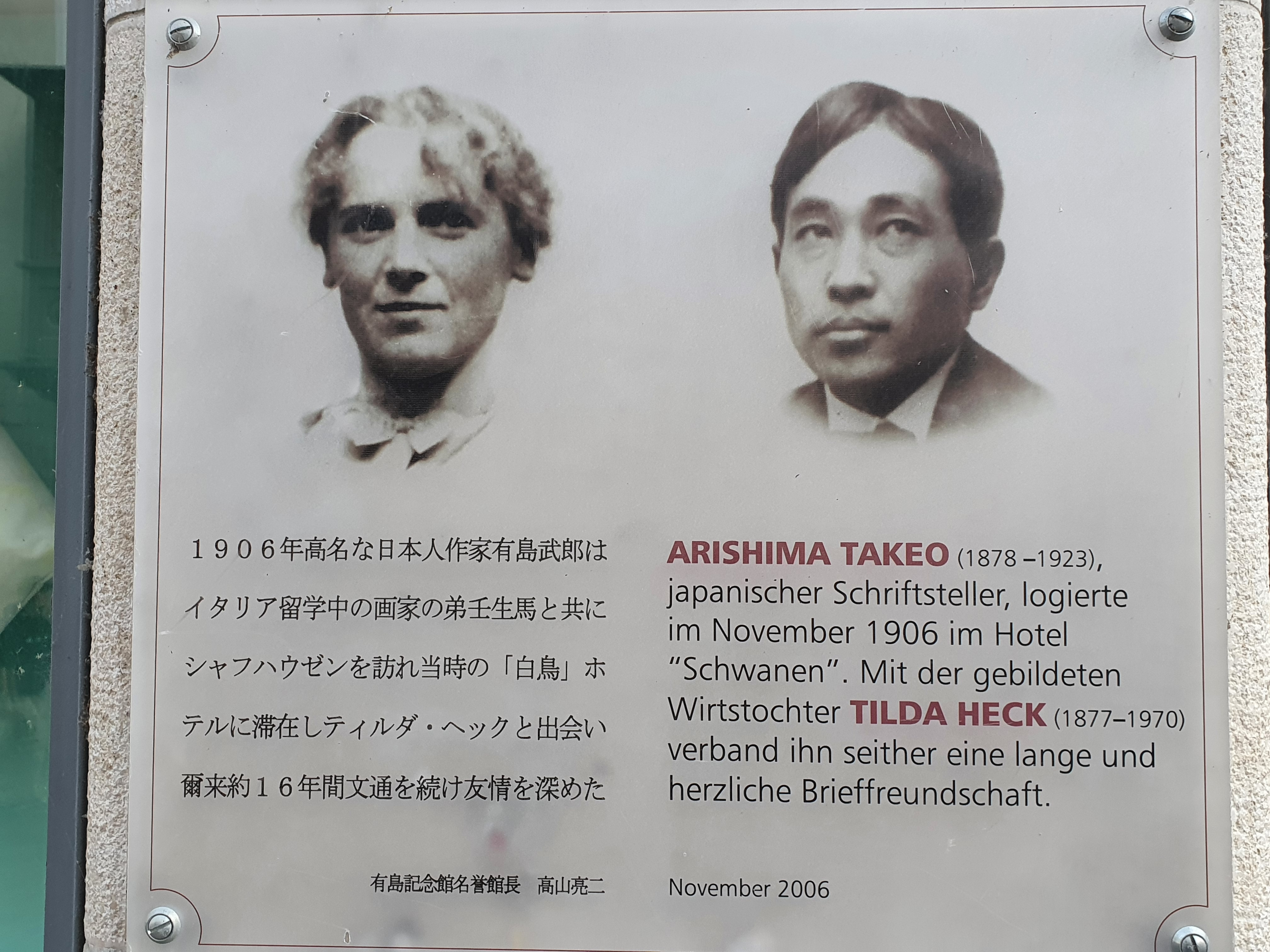
Gedenktafel für Arishima Takeo und Mathilda Heck am Haus zum Schwanen (Warenhaus Manor) in Schaffhausen/Schweiz.

Am 17. November 1906 machte Tilda Heck die Bekanntschaft des japanischen Künstlers Arishima Takeo, der mit seinem Bruder Arishima Ikuma (Mibuma) auf Einladung ihres Freundes, des Malers Wilfried Buchmann Schaffhausen besuchte und im «Schwanen» Quartier bezog. Takeo verliebte sich „unsterblich in die schöne Hôtelière“, was von ihr nicht erwidert wurde. Aus der einwöchigen Begegnung entstand eine lebenslange Brieffreundschaft. Takeo schrieb ihr zahlreiche Briefe und selbst gemalte Postkarten. Der sehr persönlich geprägte Briefwechsel zwischen Arishima und Tilda währte bis ein Jahr vor seinem Lebensende im Jahr 1923.
Im Jahr 1937 reiste Tilda Heck auf Einladung der Arishima-Takeo-Gesellschaft nach Japan. Ihr Besuch löste ein enormes Medienecho aus; seit der Edition und Veröffentlichung von Arishimas Briefen an sie durch seinen Bruder Mibuma im Jahr 1928 war sie in Japan eine prominente und verehrte Persönlichkeit.
An der Fassade des Warenhauses Manor in Schaffhausen wurde 2006 eine Gedenktafel angebracht, die an den Aufenthalt von Takeo Arishima und seine besondere Freundschaft zu Tilda Heck erinnert.

## Dokumente
Der Nachlass von Tilda Heck mit Fotografien, Korrespondenz, Notizbüchern und weiteren Dokumenten befindet sich im Stadtarchiv Schaffhausen und in der Stadtbibliothek Schaffhausen.

## Ausstellung
- 2001: Arishima Takeo Mathilda Heck – Eine Japanisch-Schweizerische Romanze. Museum zu Allerheiligen, Schaffhausen[9][10]